# Sam Atyeo
Samuel Laurence Atyeo (Brunswick, 6 de enero de 1910-Vence, 26 de mayo de 1990) fue un pintor, diseñador y diplomático australiano. Participó activamente en el movimiento modernista de Melbourne en la década de 1930 y se asoció con el Círculo de Heide. Más tarde tuvo una carrera diplomática trabajando con H. V. Evatt y se destacó por su enfoque poco convencional del trabajo. Abandonó tanto el trabajo artístico como el diplomático en la década de 1950 y pasó el resto de su vida cultivando en Francia con regresos ocasionales a la pintura.
El trabajo de arte y diseño de Atyeo hizo una contribución considerable al modernismo en Australia y su pintura «Línea organizada al amarillo» se considera la primera pintura abstracta de Australia.

## Biografía

### Primeros años y carrera artística

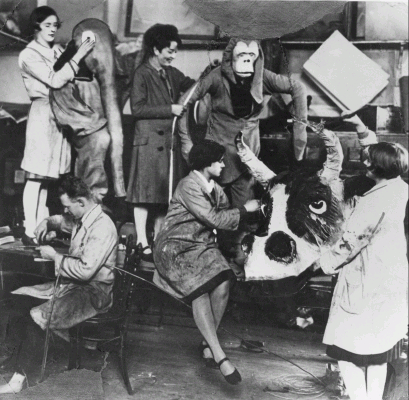
Un grupo de estudiantes de la Escuela de Arte de la Galería Nacional de Victoria con disfraces de animales en 1930. Sam Atyeo es el que está disfrazado de mono.

Sam Atyeo nació en Brunswick, Melbourne, Victoria, en 1910. Sus padres fueron Alfred Vincent Atyeo, chofer, y Olivia Beatrice Victoria (de soltera Cohen). Durante su infancia, sufrió largos períodos de enfermedad que le permitieron tener tiempo para practicar el dibujo. Estudió en el Working Men's College y en la Escuela de Arte de la Galería Nacional de Victoria, donde fue instruido por William Beckwith McInnes y Lindsay Bernard Hall. Mientras estudiaba, Atyeo se involucró románticamente con su compañera de estudios de arte Moya Dyring.
En 1932, Atyeo generó controversia por su presentación para la beca de viaje de la Escuela de Arte de la Galería Nacional de Victoria (NGV). Estaba consternado por la adhesión del director de la galería Hall al realismo, así como a su enseñanza. La presentación de Atyeo, una pintura abstracta titulada A Gentle Admonition («Una amonestación amable»), mostraba una caricatura de Hall con dos alumnas desnudas. Hall se sintió ofendido por el estilo de la pintura y lo percibió como un ataque a su enseñanza. Hall se negó a mostrar la pintura en la exhibición de becas, argumentando que la pintura no cumplía con las normas de estilo. Luego, la pintura se exhibió en la tienda del diseñador de muebles Frederick Ward en Collins Street.
Posteriormente, Atyeo reemplazó a Ward como diseñador en la tienda de Cynthia Reed y exhibía sus pinturas allí. Reed organizó la primera exposición de Atyeo en 1933 y lo ayudó a obtener encargos comerciales. Los dos también tuvieron una relación romántica que, según informes, resultó en una hija, Jinx, que fue adoptada por Sidney Nolan. Además de la pintura, Atyeo participó activamente en el diseño industrial y la arquitectura, incluido el diseño de un bar de cócteles para el Hotel Australia con Reed y Ward. Reed también le presentó a Atyeo a su hermano y cuñada, los mecenas del arte John y Sunday Reed. John Reed quedó impresionado por Atyeo y lo animó a formar parte de su círculo. Atyeo tuvo una aventura extramatrimonial con Sunday al mismo tiempo que John tenía una aventura extramatrimonial con Dyring. A pesar de esto, Dyring y Atyeo permanecieron juntos. En 1936, con el dinero ganado por el rediseño de una fachada en Flinders Lane, Atyeo se mudó a París.
En París, Atyeo pasó tiempo con su compatriota también de Melbourne Louise Hanson-Dyer y asistía con frecuencia a su salón literario. Hanson-Dyer le encargó que diseñara portadas para su editorial musical. Conoció a refugiados de la Guerra civil española que confirmaron sus puntos de vista socialistas y dieron como resultado la producción de carteles de propaganda republicana. A través de los carteles, Atyeo entró en contacto con Picasso, Robert Delaunay y Fernand Léger. En 1939, Atyeo se mudó con Dyring, quien también se había mudado a Europa, a una granja en Vence. Después de la invasión alemana de Francia, la pareja se mudó a Barbados donde se casaron en 1941.

### Carrera diplomática

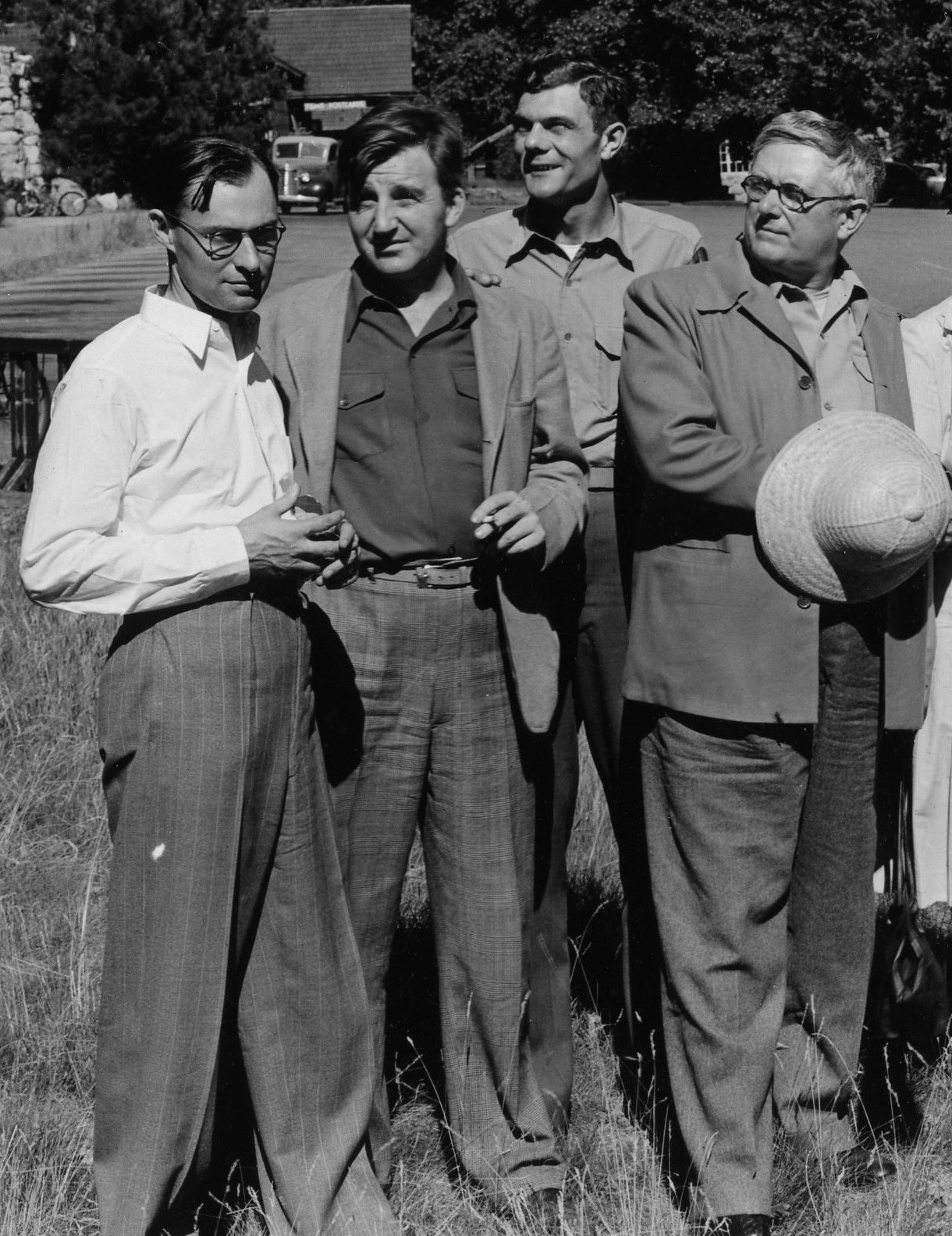
Sam Atyeo (segundo desde la izquierda) con H. V. Evatt (extremo derecho) en el parque nacional de Yosemite en 1945.

Su tiempo con Cynthia Reed lo llevó a conocer y establecer una amistad de por vida con el político y mecenas del arte H. V. Evatt. En 1942, Atyeo fue contratado por Evatt, quien para ese entonces se había convertido en Ministro de Relaciones Exteriores de Australia. Aunque inicialmente fue un nombramiento temporal, Atyeo trabajó para Evatt durante ocho años y fue un confidente de confianza que a menudo lo acompañaba como asesor. Su carrera diplomática comenzó en Nueva York como parte de la oficina del director general de adquisición de suministros de guerra. En 1945, Atyeo estuvo destinado en París como segundo secretario de la legación australiana y en 1947 ayudó a John Hood con los comités especiales de la ONU sobre los Balcanes y Palestina. Atyeo se opuso notablemente a la partición de Palestina y, según los informes, dijo que Palestina debería ser «devuelta a los turcos con una bonificación sustancial para ellos por tomarla». Se convirtió en delegado de Australia en el comité de los Balcanes en 1948. El nombramiento de Atyeo y sus calificaciones para este puesto fueron cuestionadas públicamente por políticos de la oposición, incluido Eric Harrison, y la Asociación Clerical de Servicios Públicos de la Mancomunidad.
El matrimonio de Atyeo con Dyring se vino abajo en 1948 y se divorciaron. Atyeo fue despedido del servicio diplomático en 1950 después de que su patrocinador Evatt perdiera su puesto en el gobierno, luego de las elecciones australianas de 1949. Como diplomático, Atyeo era conocido por su sentido del humor, excentricidad y franqueza. Según informes, Winston Churchill llamó a Atyeo «el diplomático más malhablado del mundo». P. G. Edwards describió que Atyeo había servido «principalmente para entretener a Evatt y aumentar su ego».

### Carrera posterior y muerte

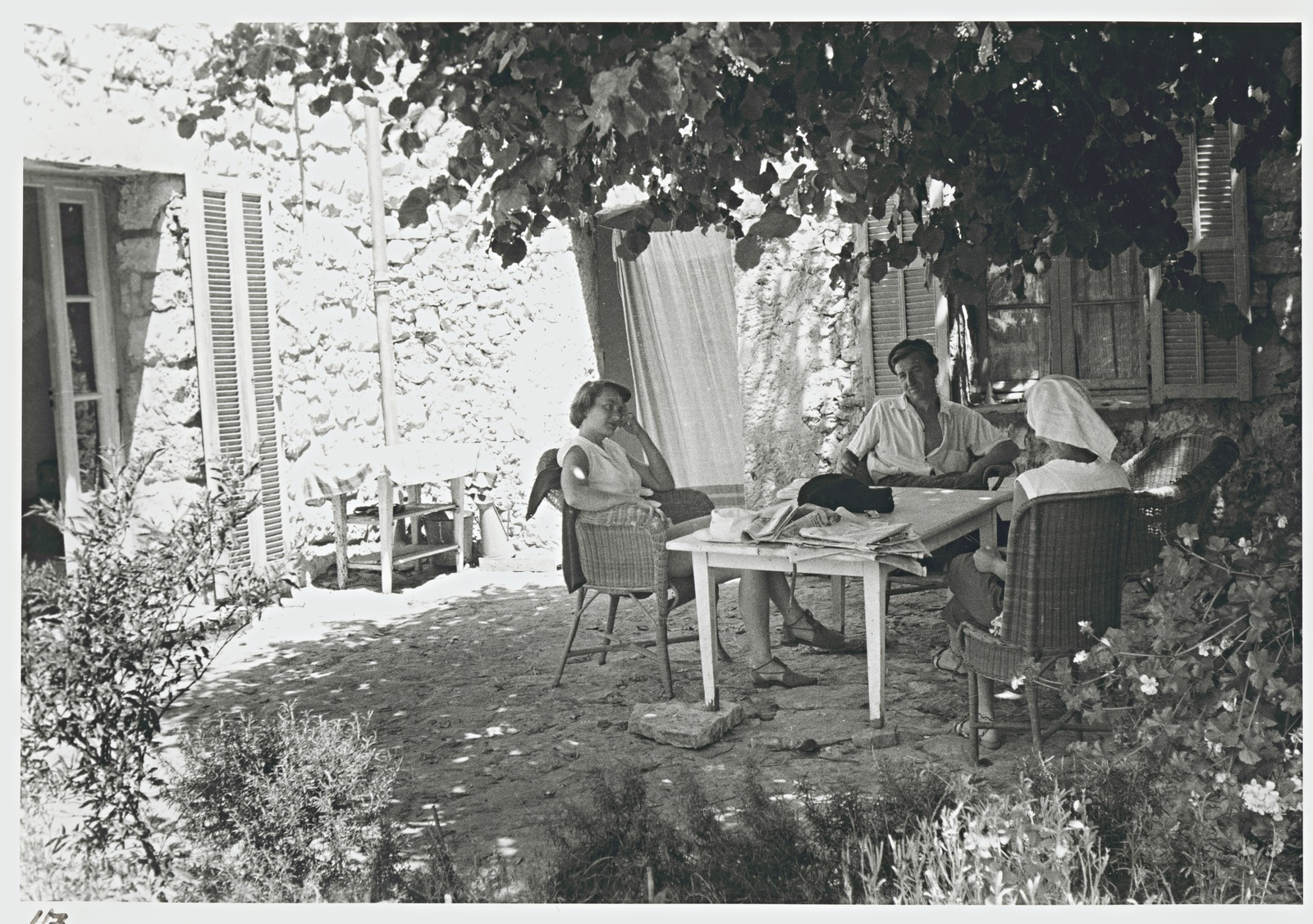
Sam Atyeo en su granja en Vence, Francia.

En 1950, Atyeo dejó la pintura y regresó a su granja en Vence para cultivar uvas y rosas, que vendió a la industria del perfume. En noviembre de ese año se casó con Anne Lecoultre. Comenzó a pintar de nuevo en 1960 pero rara vez exhibió su trabajo.
Murió en Vence el 26 de mayo de 1990.

## Arte y diseño
Las primeras pinturas de Atyeo como estudiante siguieron el realismo promovido por los profesores de la Escuela de Arte de la Galería Nacional de Victoria (NGV). Sus pinturas pronto se volvieron más figurativas y siguieron un estilo posimpresionista, aunque generalmente se lo clasificaba como modernista. Se le ha descrito como «el defensor más elocuente del modernismo en Australia» a principios de la década de 1930. En 1934, Atyeo pintó «Línea organizada al amarillo», que se cree que es la primera pintura abstracta de Australia. Dijo que creó la pintura después de escuchar el Concierto para dos violines de Bach en un momento en que exploraba la relación entre la música y el arte.
Abordó el diseño de muebles con énfasis en la armonía del color, el diseño y la utilidad y le dio una gran importancia a la funcionalidad.
El trabajo posterior de Atyeo fue más abstracto y lírico, y experimental en forma y color.